# Auguste Duméril
Pour les articles homonymes, voir Duméril.
Auguste Henri André Duméril est un zoologiste français, né le 30 novembre 1812 à Paris et mort le 12 novembre 1870 à Paris.
Il est le fils d'André Marie Constant Duméril, également zoologiste, auquel il succède à la chaire d'herpétologie et d'ichtyologie du Muséum national d'histoire naturelle de Paris en 1857.

## Biographie
Duméril est un élève de l'Institution Morin à Fontenay-aux-Roses à partir de 1824, co-dirigée par Guillaume Belèze. Il fait des études de médecine à l'université de Paris et il est fait docteur ès sciences en 1842. Il devient, en 1844, au sein de cette même université, assistant du professeur de physiologie comparée.
En 1851, Auguste Duméril devient assistant-naturaliste au Muséum, succédant à Gabriel Bibron, mort prématurément en 1848. Il complète, aux côtés de son père, l’Erpétologie générale qui finit de paraître en 1854.
Bien que le nom de son père apparaisse aux côtés du sien sur la page de titre du Catalogue méthodique de la collection des Reptiles (1851), il en est le seul auteur. Son œuvre la plus importante en matière d'herpétologie est la partie consacrée aux reptiles dans le compte rendu de la Mission scientifique au Mexique dans l'Amérique Centrale (1870-1909), la partie consacrée aux amphibiens étant signée Paul Brocchi (1838-1898). Cette expédition est conduite par Marie-Firmin Bocourt (1873-1897). Duméril ne peut finir son manuscrit car il meurt durant le siège de Paris. C'est Bocourt, aidé de François Mocquard (1834-1917), Léon Vaillant (1834-1914) et Fernand Angel (1881-1950) qui termine son texte.
Duméril s'intéresse particulièrement aux conditions de la métamorphose de l'Axolotl et signe, en 1870, Création d'une race blanche d'axolotls à la ménagerie des reptiles du Muséum d'histoire naturelle et remarques sur la transformation de ces batraciens.
Il publie un livre important sur les poissons, Histoire naturelle des poissons, ou Ichtyologie générale en deux volumes (1865 et 1870) et complète les œuvres de Georges Cuvier (1769-1832) et d'Achille Valenciennes (1794-1865).
Il est élu membre libre de l'Académie des sciences en 1869, en remplacement de Delessert.

## Œuvres et publications
- L'évolution du  fœtus[concours pour une chaire d'anatomie], Imp. de Fain et Thunot (Paris),1 vol. (164 p.) ; 23 cm lire en ligne sur Gallica
- Histoire naturelle des poissons, ou Ichtyologie générale, Roret (Paris), 1865-1870, 3 tomes en 4 vol. in-8°, dont 1 de planches lire en ligne sur Gallica
- Reproduction dans la ménagerie des reptiles au Muséum d'histoire naturelle, des axolotls, batraciens urodèles à branchies persistantes, de Mexico (Siredon mexicanus vel Humboldtii), qui n'avaient encore jamais été vus vivants en Europe, Gauthier-Villars (Paris), 1865. 4 p. lire en ligne sur Gallica

En collaboration :
- Duméril, Demarquay, Lecointe :Des modifications de la température animale sous l'influence des médicaments. Recherches expérimentales,Labé, Paris, 1853 lire en ligne sur Gallica.